# Frantz Kruger
Frantz Kruger (Kempton Park, 22 maggio 1975) è un ex discobolo sudafricano naturalizzato finlandese.
Ha un primato personale nel lancio del disco di 70,32 m che è anche il record continentale africano. In carriera ha vinto un bronzo alle olimpiadi di Sydney 2000. In carriera ha vinto due titoli africani nel disco (1998, 2004).

## Record nazionali

### Sudafricani
- Lancio del disco 70,32 m ( Salon-de-Provence, 26 maggio 2002)

### Finlandesi
- Lancio del disco 69,97 m ( Helsingborg, 15 settembre 2007)
- Lancio del disco indoor 64,00 m ( Korsholm, 18 febbraio 2008)

## Palmarès
| Anno | Manifestazione               | Sede             | Evento           | Risultato | Misura  | Note                  |
| ---- | ---------------------------- | ---------------- | ---------------- | --------- | ------- | --------------------- |
| 1994 | Campionati africani juniores | Algeri           | Getto del peso   | Oro       | 14,17 m | Record dei campionati |
| 1994 | Campionati africani juniores | Algeri           | Lancio del disco | Oro       | 55,86 m | Record dei campionati |
| 1994 | Mondiali juniores            | Lisbona          | Lancio del disco | Oro       | 58,22 m |                       |
| 1997 | Universiadi                  | Catania          | Lancio del disco | 6º        | 61,64 m |                       |
| 1998 | Commonwealth                 | Kuala Lumpur     | Lancio del disco | Argento   | 63,93 m |                       |
| 1998 | Campionati africani          | Dakar            | Lancio del disco | Oro       | 62,17 m |                       |
| 1999 | Mondiali                     | Siviglia         | Lancio del disco | 17º       | 62,02 m |                       |
| 1999 | Universiadi                  | Palma di Maiorca | Lancio del disco | Oro       | 66,90 m |                       |
| 2000 | Olimpiadi                    | Sydney           | Lancio del disco | Bronzo    | 68,19 m |                       |
| 2001 | Mondiali                     | Edmonton         | Lancio de disco  | 8º        | 65,27 m |                       |
| 2002 | Commonwealth                 | Manchester       | Lancio del disco | Oro       | 66,39 m |                       |
| 2003 | Mondiali                     | Parigi           | Lancio del disco | 6º        | 65,26 m |                       |
| 2004 | Campionati africani          | Brazzaville      | Lancio del disco | Oro       | 63,85 m |                       |
| 2004 | Olimpiadi                    | Atene            | Lancio de disco  | 5º        | 64,34 m |                       |
| 2005 | Mondiali                     | Helsinki         | Lancio del disco | 6º        | 64,23 m |                       |
| 2007 | Mondiali                     | Osaka            | Lancio del disco | 19º (q)   | 60,72 m |                       |
| 2008 | Olimpiadi                    | Pechino          | Lancio del disco | 11º       | 61,98 m |                       |
| 2009 | Mondiali                     | Berlino          | Lancio del disco | 12º       | 59,77 m |                       |
| 2010 | Europei                      | Barcellona       | Lancio del disco | 20º       | 59,55 m |                       |